# Labinot Harbuzi
Labinot Harbuzi, född 4 april 1986 i Lund, död 11 oktober 2018 i Malmö, var en svensk fotbollsspelare. Under sin karriär spelade han för den nederländska klubben Feyenoord i fem år, i turkiska högsta ligan Süper Lig i tre år och i Allsvenskan med Malmö FF i sammanlagt fem år.
Den 11 oktober 2018 hittades Harbuzi livlös i sin bostad. Han fördes med ambulans till sjukhuset där han dödförklarades.

## Biografi
Harbuzi, som hade kosovoalbanska rötter, föddes i Lund, men flyttade som mycket ung till Rosengård i Malmö.

## Karriär
Som 15-åring vann han inne-SM tillsammans med bland annat Rasmus Bengtsson och Marcus Pode.

### Feyenoord
15 år gammal lämnade Harbuzi den allsvenska klubben Malmö FF för ett proffsliv i holländska Feyenoord, där han spelade i klubbens reservlag och ungdomslag.
Under säsongen 2004-2005 lånades Harbuzi ut till andradivisionsklubben Excelsior, för vilka han spelade nio ligamatcher.

### Malmö FF
Han återvände till Malmö FF våren 2006 och gjorde sin allsvenska debut samma år..
13 april 2009 blev Harbuzi den förste målgöraren på den nya hemmaarenan för MFF, Swedbank Stadion.

### Gençlerbirliği
11 juli 2009 skrev han på för turkiska Gençlerbirliği SK efter att ha vägrat förlänga kontraktet med Malmö FF. Han ryktas också ha hamnat i en dispyt med Malmös ledning efter uttalandet "Då kommer jag få ett helvete i sex månader, men sedan när kontraktet går ut kan jag leva som en kung". I april 2011 gick Harbuzi ut med att han var osams med Gençlerbirliğis assisterande tränare. Han sade i samma intervju att han vill gå vidare i karriären. Han bröt i december 2011 sitt kontrakt med klubben.

### Manisaspor
I januari 2012 skrev han ett tremånaderskontrakt med turkiska Manisaspor.

### Syrianska FC
I augusti 2012 skrev han ett korttidskontrakt året ut med Syrianska FC efter att ha varit klubblös sedan hans korttidskontrakt med Manisaspor gick ut.  Han lämnade dock klubben redan i början av november 2012 efter att inte ha lyckats ta en plats i laget.

### KSF Prespa Birlik
Under vårsäsongen 2013 var Harbuzi kontraktslös, men spelade de fyra sista matcherna innan sommaruppehållet i division 2-laget KSF Prespa Birlik. 

### Melaka United
I november 2015 skrev Harbuzi på för den malaysiska klubben Melaka United. Han lämnade dock klubben efter bara en säsong efter att inte ha fått förnyat kontrakt. 

## Meriter
- 6 U21-landskamper
- 13 J-landskamper
- 12 P-landskamper
- SM-guld inomhus med MFF:s P17

### Fotnoter
1. 1 2 3  Sveriges befolkning
1990:
Harbuzi, Labinot
2. 1 2  ”Labinot Harbuzi chattade med läsarna”. Expressen. 14 maj 2009. https://www.expressen.se/sport/labinot-harbuzi-chattade-med-lasarna/.
3. 1 2 3 4 5  ”Förre MFF-spelaren Labinot Harbuzi död”. expressen. 11 oktober 2018. https://www.expressen.se/kvallsposten/sport/forre-mff-spelaren-labinot-harbuzi-dod/. Läst 11 oktober 2018.
4. ↑  ”Vi har en väldigt hög standard”. Publicerad i DN 2015-04-26. Läst 2015-06-14.
5. ↑  Harbuzi spelade aldrig i Feyenoords A-lag, se "Labinot Harbuzi keert terug naar Zweden". feyenoord.nl. 25 mars 2006. Läst 8 juli 2009. (nederländska)
6. ↑  "Labinot går i Zlatans fotbollsspår". Publicerad i DN 2003-04-19, läst 2015-06-14
7. ↑  "Svensk junior doldis på Arsenals bänk", publicerat i DN 2004-10-21, läst 2015-06-14.
8. ↑  "Labinot hem som en bättre spelare" Arkiverad 17 september 2008 hämtat från the Wayback Machine.. Sydsvenskan. 27 mars 2006
9. ↑  "Harbuzi-debut i Malmö FF:s startelva". Aftonbladet
10. ↑  ”Harbuzi klar för turkiska ligan”. 11 juli 2009. http://nyheter24.se/sport/fotboll/allsvenskan/150055-harbuzi-klar-for-turkiska-ligan.
11. ↑  ”Harbuzi osams med tränaren – vill lämna sin turkiska klubb”. Fotbollskanalen. 3 april 2011. http://www.fotbollskanalen.se/1.2081327/2011/04/03/harbuzi_osams_med_tranaren_vill_lamna_sin_turkiska_klubb.
12. ↑  ”Officiellt: Labinot Harbuzi bryter med Genclerbirligi”. Fotbolltransfers.com. 20 december 2011. http://fotbolltransfers.com/site/news/14896.html. Läst 22 december 2011.
13. ↑  ”Harbuzi tillbaka i Turkiet”. Sydsvenska Dagbladet. 25 januari 2012. Arkiverad från originalet den 28 januari 2012. https://web.archive.org/web/20120128141638/http://www.sydsvenskan.se/sport/fotboll/mff/article1603766/Harbuzi-tillbaka-i-Turkiet.html. Läst 25 januari 2012.
14. ↑  ”Harbuzi till Syrianska”. Arkiverad från originalet den 21 oktober 2012. https://web.archive.org/web/20121021145603/http://www.sydsvenskan.se/sport/fotboll/harbuzi-till-syrianska/. Läst 21 augusti 2012.
15. ↑  "Han har inte varit någon hit i Syrianska FC. Nu lämnar Labinot Harbuzi - som inte vet vart han hamnar.". Fotbollstransfers.com. Publicerad 2012-11-06. Läst 2013-03-12.
16. ↑  "Syrianska FC förhandlar med de spelare man vill ha, Harbuzi har redan lämnat". Fotbollstransfers.com. Publicerad 2012-12-04. Läst 2013-03-12.
17. ↑  "Officiellt: Labinot Harbuzi till Prespa Birlik". Publicerad i Fotbolltransfers 2013-06-08, läst 2015-06-14.
18. ↑  "Harbuzi laddar om i svenska division två". Publicerat den 29 juni 2013 i Expressen. Läst den 14 juni 2015.
19. ↑  http://fotbolltransfers.com/site/news/57036
20. ↑  Melaka axe Harbuzi. Goal.com. Läst 24 februari 2017.

### Webbkällor
- Labinot Harbuzi på Svenska Fotbollförbundets webbplats
- MFF: Spelarprofil
- MFF: Intervju med Labinot Harbuzi (2006-11-06)
- Transfermarkt: Labinot Harbuzi